# Obrana Hrvatske Kostajnice 1991.
Obrana Hrvatske Kostajnice je skup borbenih aktivnosti koje su poduzele hrvatske snage početkom Domovinskog rata radi obrane gradića Hrvatske Kostajnice. Zbog slabe naoružanosti hrvatskih snaga, još uvijek nepovoljnog međunarodnog okružja, nepovoljnog strateškog položaja, velike nadmoći u tehnici i ljudstvu velikosrpskih osvajača, snažne pete kolone odnosno brojnih pobunjenika, grad je pao u ruke osvajača.

## Uvodne okolnosti
Hrvatske su policijske snage bili novouvježbani pripadnici na tečaju Prvi hrvatski redarstvenik.
Dana 29. studenoga 1990. pripadnici MUP-a Hrvatske u Dvoru na Uni uhitili i priveli istražnom sucu u Zagrebu Željka Ražnjatovića, zvanog Arkana. Suđenje mu je počelo 29. travnja.
Dana 5. siječnja 1991. tzv. SUP Krajine obavijestio MUP Republike Hrvatske da su policijske postrojbe Knina, Obrovca, Benkovca, Gračaca, Donjeg Lapca, Titove Korenice, Dvora na Uni, Gline, Kostajnice i Vojnića ušli u sastav t.zv. SUP-a Krajine.
Dana 9. siječnja na sastanak u Sabor Republike Hrvatske pozvani su predstavnici općina (s većinskim srpskim stanovništvom) Vojnića, Gvozda (ondašnjeg Vrginmosta), Gline, Kostajnice i Dvora na Uni; došli su samo predstavnici Kostajnice i Gline. 10. siječnja Ustavni sud Republike Hrvatske ukinuo je sve odluke općina koje su pristupile t.zv. SAO Krajini.
Tijekom siječnja 1991. propao je planirani državni udar kojim su JNA i KOS htjeli ukloniti demokratski izabranu vlast u Hrvatskoj.
Dana 28. siječnja t.zv. Srpsko nacionalno vijeće i Izvršno vijeće SAO Krajine donijeli odluku da se SAO Krajina razdružuje od Republike Hrvatske i ostaje u Jugoslaviji. Dana 16. veljače 
u Donjem Lapcu usvojena "Deklaracija o položaju i pravima srpskog naroda u Hrvatskoj", koju je glavni odbor SDS-a, najjače stranke Srba na pobunjenim područjima, prihvatio dva dana poslije. 31. ožujka - pripadnici milicije SAO Krajine napali hrvatske policajce na Plitvicama (Krvavi Uskrs). 1. travnja t.zv. Izvršni savjet nacionalnog vijeća SAO Krajine donio Odluku o pripojenju Krajine Republici Srbiji, te da na njenom teritoriju važe zakoni republike Srbije i Ustav SFRJ. 5. travnja "Srpski nacionalni front", sastavljen od 11 nacionalnih stranaka i izvanparlamentarne srpske oporbe, odlučio formirati Srpsku nacionalnu gardu radi obrane "zapadne granice Srbije".
Dana 1. svibnja Vrhovno državno vijeće ocijenilo da su dijelovi JNA stali na stranu odmetnika. Na konstituirajućoj sjednici "Skupštine SAO Krajine" najavljen referendum o pripajanju Srbiji. Dana 4. svibnja JNA s oklopljenim postrojbama stiže u Dvor na Uni. 11. svibnja Ustavni Sud Hrvatske proglasio referendum "SAO Krajine" o pripojenju Srbiji neustavnim. Dana 16. svibnja t.zv. Skupština SAO Krajine donijela jednoglasno Odluku o pripojenju Srbiji. Dana 29. svibnja Skupština Srbije je odbila prijedlog da se "SAO Krajina" proglasi teritorijem Republike Srbije; odluka se pokazala samo formalnom izjavom, jer po svemu drugom vidjelo se da se po svemu radi da pobunjena područja budu pripojena Republici Srbiji.
Dana 8. lipnja pripadnici četničko-terorističkih postrojba, izvršili su napad na naselja Hrvatsku Dubicu, Baćin, Gornje i Donje Cerovljane, Predore i okolna mjesta, provodeći teror nad civilnim pučanstvom, pri čemu su ubili više desetaka hrvatskih državljana.
Dana 25. lipnja Hrvatski sabor je usvojio Ustavnu odluku o suverenosti i samostalnosti Republike Hrvatske. Zajedno s Hrvatskom neovisnost je proglasila i Slovenija.
Istog dana "martićevci" napali Dvor na Uni, a 26. lipnja prva agresija srbočetnika na sisačko-banijskoj regiji napadom naoružanih paravojnih neprijateljskih skupina na policijsku postaju hrvatske policije u Glini, a istog dana pobunjenici u Dvoru proglasili "ratno stanje" i mobiliziranje za JNA. 27. lipnja u Bosanskom Grahovu proglašeno ujedinjenje Bosanske krajine i SAO Krajine i o tome donesena Deklaracija.

## Tijek događaja
2. srpnja napadnuta policijska postaja u obližnjem Kozibrodu (općina Dvor na Uni).
7. srpnja donesena je Brijunska deklaracija kojom je uveden tromjesečni moratorij na Ustavnu odluku o suverenosti i samostalnosti Republike Hrvatske. Donesena je na zahtjev Europske zajednice da bi se jugoslavenska kriza pokušala riješiti mirnim putem.
17. srpnja je četnička skupina iz Drljača i Četvrtkovca, nedaleko od Sunje, prvi puta vatrom iz automatskog oružja napadaju Komarevo kod Siska. S Čukura, brda iznad Hrvatske Kostajnice, četnici po prvi put napadaju snage MUP-a u tom gradu.
25. srpnja Hrvatska Kostajnica ostaje neizravno prometno odsječena željeznički od velikog dijela ostatka Hrvatske. Prometni pravac prema Karlovcu prekinut je kod Siska. Pruga je minirana na više mjesta, a kolodvori oštećeni. 29. srpnja Hrvatska Kostajnica je odsječena od veze ka Sisku i Sunji. Na pruzi Sisak predgrađe - Sunja - Bosanski Novi te Sunja - Novska dolazi do potpunog prekida prometa: pruga je minirana na više mjesta između Sunje i Hrvatske Kostajnice te Šaša i Jasenovca; na više mjesta oštećeni su ili opljačkani elektrotehnički uređaji.
26. srpnja velikosrpske su snage poduzele drugi napad na policijsku postaju MUP-a RH u Glini; zarobili i masakrirali hrvatske civile u Kuljanima, napale hrvatske policajce u Zamočama i počinili masakr nad njima, te napali Kozibrod. Pripadnici paravojnih postrojbi tzv. SAO Krajine napali su sela Zamlaću, Strugu i Kozibrod u cilju otcjepljenja tog dijela RH i stvaranja tzv. SAO Krajine. Ušavši u ta sela, protjerali su mještane hrvatske nacionalnosti, goneći ih ispred sebe kao živi štit, usput paleći i razarajući stambene i gospodarske objekte ovih ljudi.
27. srpnja velikosrpske snage iz Dvora na Uni napale su obližnja hrvatska sela u Pounju, Strugu i Zamlaču. U Strugi četnici masakrirali petoricu zarobljenih, ranjenih pripadnika MUP-a. Taj dan zbjeg Hrvata iz Pounja. Poslije zločina četnika u Pounje ulaze jedinice JNA.
30. srpnja dva bojna zrakoplova okupatorske JNA raketirala su i bombardirala H. Kostajnicu. Pogođena i uništena nova zgrada škole, zgrada doma zdravlja i nekoliko stambenih zgrada. Poginuo jedan policajac, a dvojica ranjena.
31. srpnja snage MUP-a RH, u za sada još nedovoljno rasvijetljenim okolnostima, povlače se prvi puta iz Hrvatske Kostajnice, a s njima i skoro svi stanovnici grada.
2. kolovoza hrvatske snage se vraćaju u grad.
16. kolovoza četnici su u banijskim selima Čuntiću i Dragotincu ubili i ranili više hrvatskih civila. 22. kolovoza pobunjeni Srbi napali su obližnju Sunju, važno željezničko čvorište i Komarevo. Istog dana Hrvatska Kostajnica i njeni branitelji po prvi put napadnuti minobacačkom i topničkom paljbom iz pravca Bosanske Kostajnice, s područja BiH.
25. kolovoza hrvatski je predsjednik dr Franjo Tuđman posjetio Banovinu. Sa suradnicima obišao je sisačko-banijsku bojišnicu: prvu crtu bojišnice Pecki kod Petrinje, grad Petrinju i Sisak te Hrvatsku Kostajnicu. Tom prigodom organizatori obrane ovog kraja, Đuro Brodarac i mr. Ivan Bobetko podnijeli su Predsjedniku iscrpno izvješće o stanju na bojišnici i organizaciji obrane.
26. kolovoza zrakoplovi JNA bombardirali su Sunju, a četnici iz Hrastovca ostalih sela zauzeli hrvatsko selo Stazu kod Sunje, iz kojeg je u zbjeg krenulo cjelokupno stanovništvo. Četnici su opljačkali i spalili sve hrvatske kuće.
3. rujna srpska vojska počinila pokolj 20 Hrvata u Graboštanima, Stublju i Majuru.
12. rujna JNA i pobunjeni Srbi ulaze u Hrv. Kostajnicu. 13. rujna četnici uz pomoć JNA ušle u H. Kostajnicu. Oko 300 branitelja Hrvatske Kostajnice predalo se jedinicama TO Bosanske Kostajnice. 14. rujna Hrvatska Kostajnica u potpunosti je pala u ruke četnika i JNA. Dio branitelja predao se je agresoru te je odveden u logor Manjaču kod Banje Luke, dok se drugi dio branitelja probio kroz neprijateljski obruč.
S obzirom na ishod obrane i brzinu pada, general Janko Bobetko zaključio je u svojoj knjizi Sve moje bitke da je "izdana i nikakve objektivne mogućnosti ne opravdavaju one koji su izjavljivali ili izjavljuju da se Kostajnica nije mogla braniti".
Sredinom listopada 1991. 2 pripadnika specijalne jedinice milicije pobunjenih Srba pobili su 5 zarobljenih pričuvnih policajaca i 2 civila iz Hrvatske Kostajnice.

## Vanjske poveznice
- (srp.) Haaški tribunal Presuda protiv Milana Martića, 12. lipnja 2007.,, Preuzimanje vlasti u Hrvatskoj Kostajnici i Hrvatskoj Dubici, str. 61
- B.P/T.Š: Pad Hrvatske Kostajnice 1991., Braniteljski portal, 8. rujna 2016.
- Pad Hrvatske Kostajnice 1991.  Arhivirana inačica izvorne stranice od 10. rujna 2016. (Wayback Machine), Hrvatsko obrambeno štivo, 8. rujna 2016. (neaktivna poveznica)